# Piotr Wiwczarek
Piotr "Peter" Paweł Wiwczarek (ur. 22 października 1965 w Olsztynie), niegdyś znany również jako Behemoth – polski wokalista, gitarzysta i producent muzyczny. Absolwent Wydziału Biologii Wyższej Szkoły Pedagogicznej w Olsztynie. Współzałożyciel, główny kompozytor, autor tekstów i lider deathmetalowej grupy muzycznej Vader. W 2004 roku Wiwczarek założył heavymetalową grupę Panzer X. Jako producent muzyczny współpracował z grupą Decapitated. Gościnnie wziął udział w nagraniu albumów takich grup jak: Kingdom of the Lie, Slashing Death, Sweet Noise, Ceti czy Para Wino Band.
W 2012 roku wraz z zespołem Vader otrzymał nagrodę polskiego przemysłu fonograficznego Fryderyka w kategorii album roku metal za płytę Welcome to the Morbid Reich (2011). Muzyk gra na gitarach elektrycznych polskiej firmy Ran Guitars z Olsztyna. Pod koniec lat 80. XX wieku poznał późniejszego menedżera Vader Mariusza Kmiołka i autora tekstów Pawła Frelika, z którymi współpracuje na stałe.
W 2008 roku wywiad z Wiwczarkiem ukazał się w książce dziennikarza Programu III Polskiego Radia – Piotr Kaczkowskiego pt. "Rozmowy Trzecie" (ISBN 978-83-927818-0-6, FotoJana, Kraków).
W książce Joela McIvera pt. "The 100 Greatest Metal Guitarists" został sklasyfikowany na 68. miejscu.
14 kwietnia 2025 roku w ramach Projektu miejskiego „Tropami baśni i legend z Warmii i Mazur”, nieopodal Targu Rybnego w Olsztynie, stanęła niewielka, odlana z brązu rzeźba Perkuna (Petera), upamiętniająca XXXX-lecie działalności grupy Vader.

## Życiorys

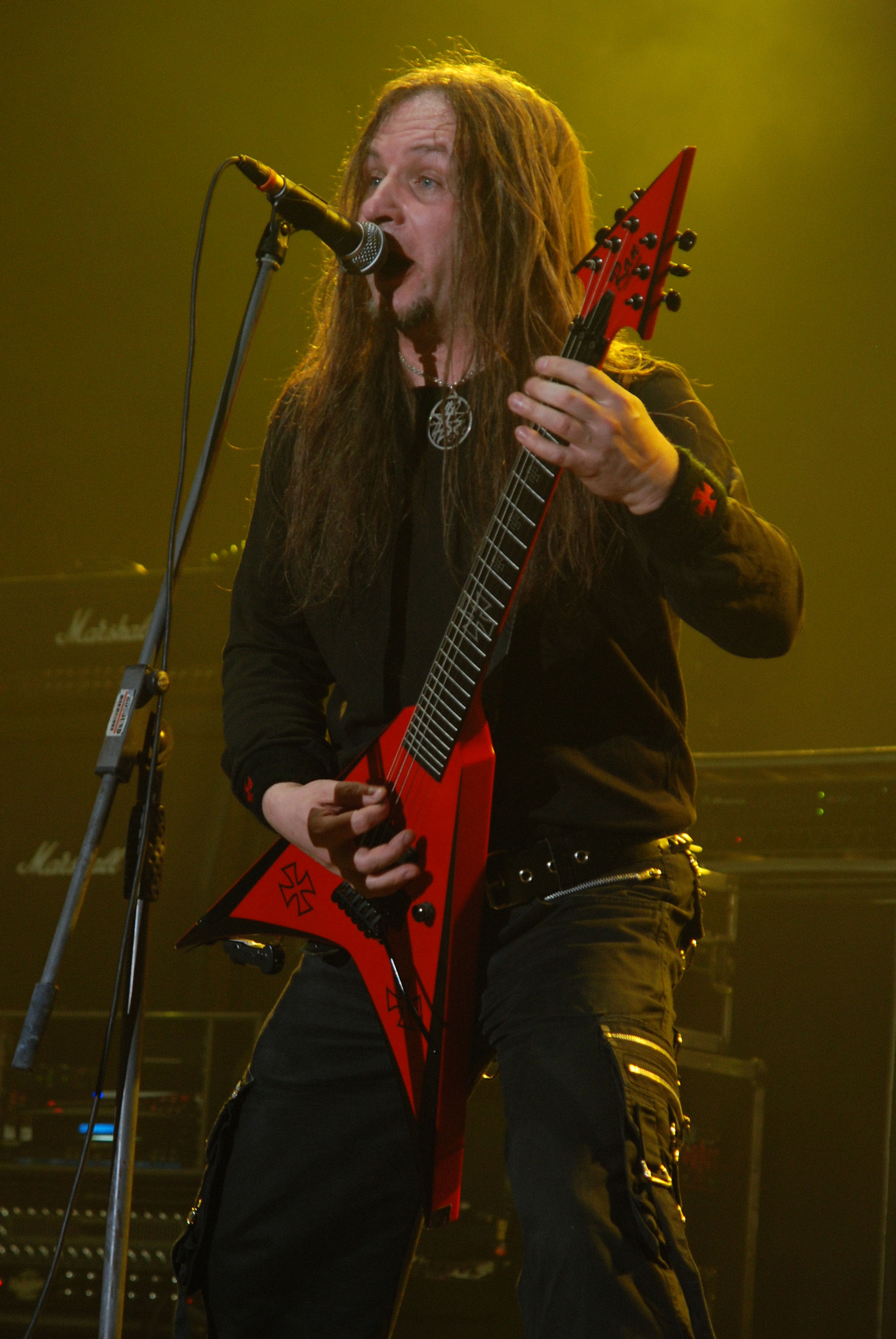
Piotr "Peter" Wiwczarek podczas koncertu na festiwalu Metalmania 8 marca 2008 roku

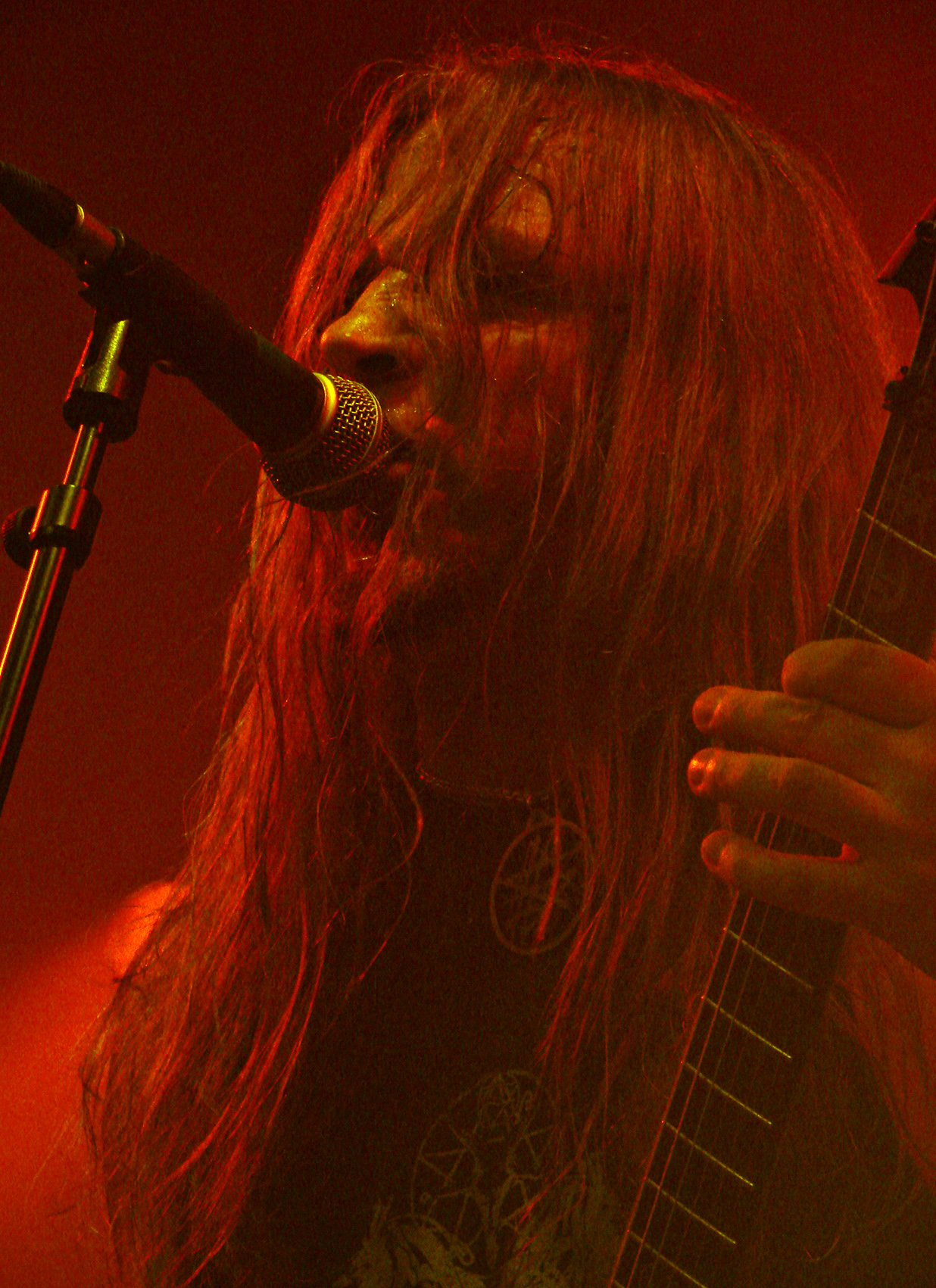
Piotr "Peter" Wiwczarek podczas koncertu w paryskim klubie La Locomotive 6 maja 2008 roku

### Młodość
Piotr Paweł Wiwczarek urodził się 22 października 1965 w Olsztynie, w rodzinie praktykujących katolików. Uczęszczał do Szkoły Podstawowej nr 17 i III Liceum Ogólnokształcącego im. Mikołaja Kopernika w Olsztynie. Jest absolwentem Wydziału Biologii Wyższej Szkoły Pedagogicznej w Olsztynie. Ukończył szkołę muzyczną I stopnia w klasie skrzypiec. Jako nastolatek zainteresował się grą na gitarze. Po ukończeniu studiów w 1989 roku pracował krótko jako nauczyciel biologii. Wkrótce potem zrezygnował z pracy w szkole i poświęcił się muzyce.

### Działalność artystyczna
W 1983 roku w wieku osiemnastu lat, inspirowany dokonaniami takich grup jak: Accept, Judas Priest i Slayer, wraz z przyjacielem, również gitarzystą, Zbigniewem Wróblewskim założył grupę muzyczną Vader. Zespół w początkowym okresie działalności wykonywał heavy metal. W 1986 roku Wróblewski odszedł z zespołu w związku ze zmianą stylu prezentowanej przez zespół muzyki.
W 1988 roku po szeregu zmian personalnych do zespołu dołączył perkusista Krzysztof Raczkowski, z którym lider Vader odniósł sukces, podpisując w 1992 roku kontrakt płytowy z brytyjską wytwórnią muzyczną Earache Records na nagranie debiutanckiego albumu. Również w 1988 roku zespół rozpoczął współpracę z menedżerem Mariuszem Kmiołkiem. Pierwsze wydawnictwo zatytułowane The Ultimate Incantation ukazało się w 1992 roku.
Od tej pory zespół regularnie wyjeżdżał za granicę, z powodzeniem koncertując wraz z takimi grupami jak: Morbid Angel, Deicide, Cannibal Corpse, Nile, Divine Empire, Samael, Grip Inc., Enslaved, Six Feet Under, Testament, Marduk, Immortal, The Crown, Krisiun, Behemoth, Decapitated, Immolation, Bolt Thrower, Suffocation, Dismember, Vital Remains oraz wieloma innymi.
W kolejnych latach działalności grupa zdobyła popularność, nagrywając takie albumy jak De Profundis (1995), Black to the Blind (1997), które umożliwiły grupie występy w Japonii, gdzie zarejestrowany został koncertowy album Live in Japan (1998) oraz przyniosły kontrakt płytowy z wytwórnią Metal Blade Records. Na mocy nowego kontraktu ukazały się albumy Litany (2000), Revelations (2002) i The Beast (2004). Ten ostatni zarejestrowany został już z nowym perkusistą Dariuszem Brzozowskim, który występował w grupie do 2008 roku, nagrywając ponadto siódmy album grupy pt. Impressions in Blood (2006) oraz szereg pomniejszych wydawnictw.
W 2008 roku Piotr Wiwczarek wraz z zespołem Vader obchodził dwudziestopięciolecie działalności artystycznej. Tego samego roku nakładem Regain Records ukazał się jubileuszowy album pt. XXV. Natomiast w 2009 roku grupa w odnowionym składzie: Tomasz "Reyash" Rejek (gitara basowa), Wacław "Vogg" Kiełtyka (gitara), Paweł "Paul" Jaroszewicz (perkusja), przystąpiła do prac nad ósmym albumem zatytułowanym Necropolis, który ukazał się latem tego samego roku.

### Poza Vader
W 1988 roku gościnnie wystąpił wraz z grupą Slashing Death na festiwalu Sthrashydło w Ciechanowie, podczas którego zaśpiewał w utworze pt. "Ceremony of Death". Nagranie z koncertu zostało wydane pt. Live at Thrash Camp tego samego roku. Natomiast dwa lata później zagrał na gitarze basowej na albumie grupy Impurity In Pain We Trust (1990). W 1993 roku wziął udział w nagraniach albumu Bandid Rockin projektu Para Wino Band oraz About the Rising Star Kingdom of the Lie. Tego samego roku w trakcie trasy koncertowej formacji Proletaryat, którą wspierał Vader, Wiwczarek wykonał z zespołem utwór "No Women No Cry" w którym zagrał na gitarze. Kompozycja wraz z zapisem całego koncertu trafił na wydaną w 1994 roku kasetę pt. Tour 1993. W 1996 roku wraz z ówczesnymi członkami Vader Wiwczarek wziął udział w nagraniu albumu Getto (utwór "Down") grupy Sweet Noise.
W 2000 roku wyprodukował debiutancki album krośnieńskiej grupy Decapitated pt. Winds of Creation. Pod koniec 2001 roku w media anonsowały udział Piotra Wiwczarek jako producenta muzycznego duńskiego zespołu Thorium. Planowana sesja nagraniowa miała odbyć się w Red Studio w Polsce. Jednakże do współpracy ostatecznie nie doszło. W 2003 roku gościnnie zaśpiewał na albumie Shadow of the Angel grupy Ceti w utworze "Falcon's Flight". W 2004 roku założył heavymetalową grupę Panzer X. Do współpracy zaprosił Grzegorza Kupczyka, ówczesnego wokalistę grupy Turbo, perkusistę Witolda Kiełtykę i Marka Pająka, gitarzystę grupy Esqarial, z którymi nagrał minialbum pt. Steel Fist wydany w 2006 roku nakładem Metal Mind Productions.

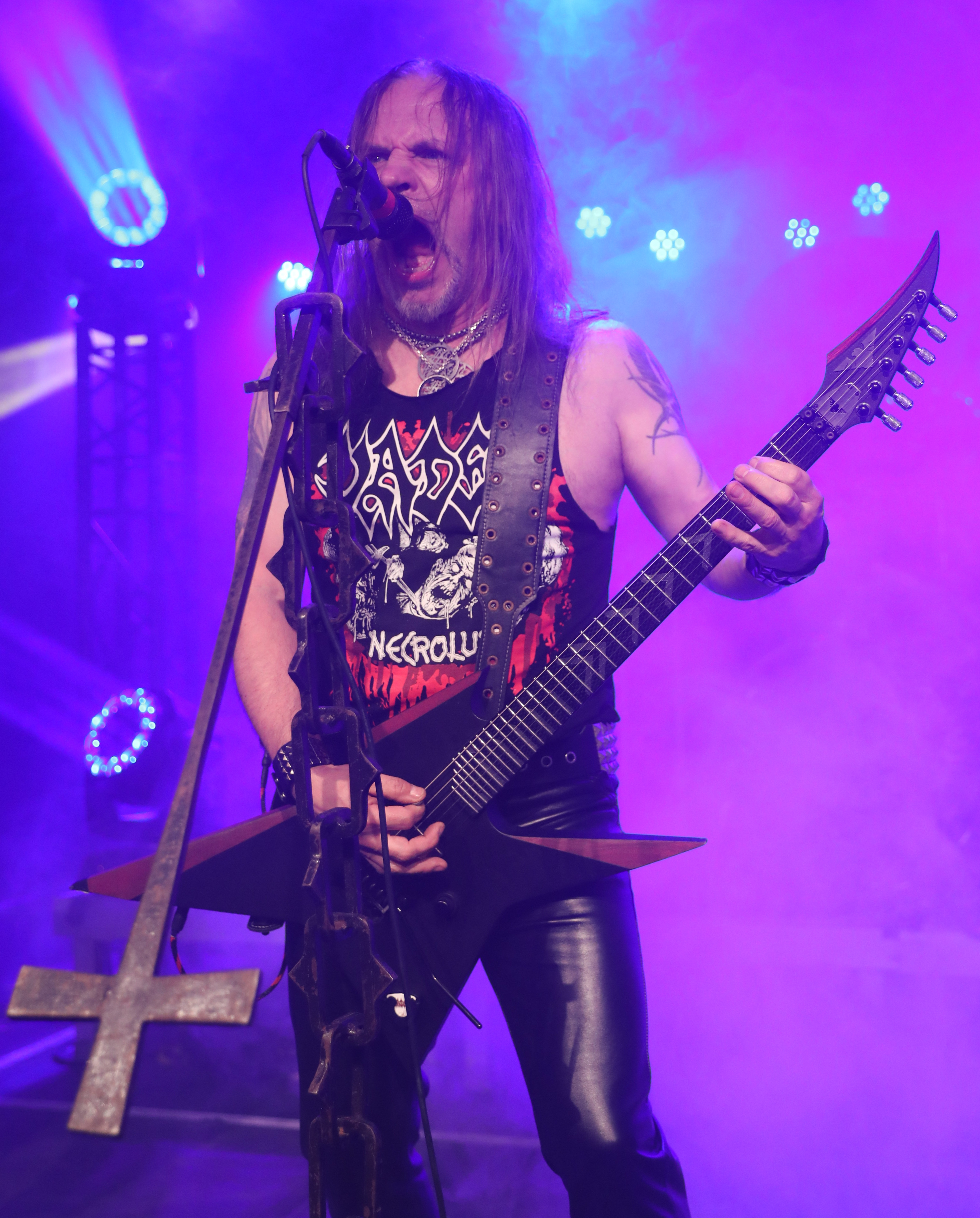
Piotr Wiwczarek, 2023

W 2009 roku Peter wziął udział, gościnnie, w nagraniu albumu amerykańskiej grupy thrashmetalowej Hurtlocker. Zapowiadana płyta ostatecznie nie została wydana. Kompozycja zrealizowana z Wiwczarkiem pt. "Antichrist Conceived" została opublikowana na profilu Myspace zespołu. W 2011 roku Wiwczarek wziął udział w nagraniu utworu "Mazurski cud" powstałego w ramach akcji "Mazury Cud Natury", promującego region Mazur. Autor kompozycji Krzysztof "Dżawor" Jaworski znany z występów w grupie Harlem zaprosił do nagrań także innych artystów związanych z regionem w tym: Janusza Panasewicza z Lady Pank, Ryszarda Rynkowskiego, Wojciecha "Łozo" Łozowskiego z Afromental oraz Norberta "Norbiego" Dudziuka. Wiwczarek wystąpił także w teledysku zrealizowanym do tegoż utworu. Rok później muzyk gościł na albumie zespołu Crystal Viper pt. Crimen Excepta. Wiwczarek zaśpiewał w interpretacji utworu "Tyrani Piekieł" z repertuaru formacji Vader. W 2013 roku nakładem oficyny Złoty Melon do sprzedażny trafił singel szwedzkiego zespołu Sabaton – 40:1 z gościnnym udziałem Wiwczarka. W utworze wystąpili ponadto:, wokalista formacji Turbo – Tomasz Struszczyk, liderka zespołu Crystal Viper – Marta Gabriel oraz gitarzysta zespołu Hate – Konrad "Destroyer" Ramotowski.

## Życie prywatne
Piotr Wiwczarek ma żonę Martę (z domu Malinowska), z którą ma syna Oskara i córkę Agatę. Przez wiele lat mieszkał w rodzinnym Olsztynie, a następnie w Gdańsku. Jest miłośnikiem i kolekcjonerem militariów, zajmuje się modelarstwem. Zbiera m.in. mundury wojskowe z okresu II wojny światowej. Czynnie bierze udział w inscenizacjach walk. Jako statysta wystąpił w serialu Tajemnica twierdzy szyfrów (2007) na podstawie scenariusza Bogusława Wołoszańskiego.
Zna trzy języki obce: angielski, niemiecki i rosyjski.

Budowałem modele z plastiku, w skali 1:35. Mam przerwę od momentu, kiedy odwiedzili mnie znajomi z trzyletnią córeczką, która dostała się do mojej "modelarni". I parę modeli wygląda jak po bitwie kurskiej (śmiech). I nie mogę się przełamać, żeby to wszystko ponaprawiać.

## Działalność charytatywna
7 stycznia 2008 Peter wraz z grupą Vader zagrał koncert charytatywny w warszawskim klubie Stodoła poświęcony muzykom Decapitated poszkodowanym w wypadku samochodowym, zmarłemu perkusiście Witoldowi Kiełtyce i rannemu wokaliście Adrianowi Kowankowi.
W 2009 roku przekazał jedną ze swoich gitar (Ran, model InVader) na rzecz aukcji charytatywnej, z której dochód został przekazany pozostającemu w ciężkim stanie zdrowia Adrianowi Kowankowi. Za instrument zapłacono ponad 12 tys. złotych.
Ponadto Wiwczarek wraz z grupą Vader wystąpił kilkukrotnie podczas koncertów finałowych w ramach akcji Wielkiej Orkiestry Świątecznej Pomocy.

## Instrumentarium

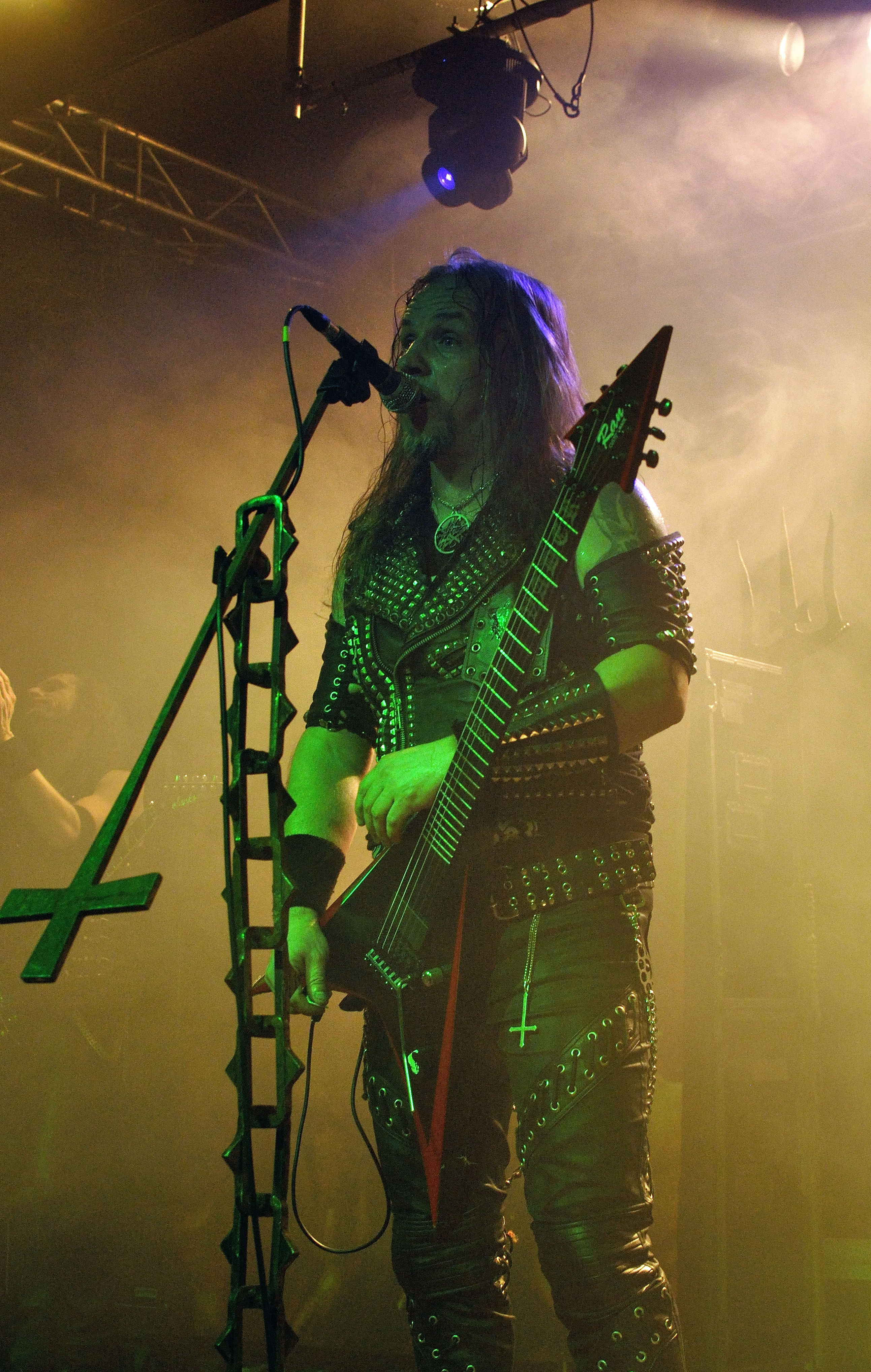
Piotr "Peter" Wiwczarek podczas koncertu 12 kwietnia 2015 roku

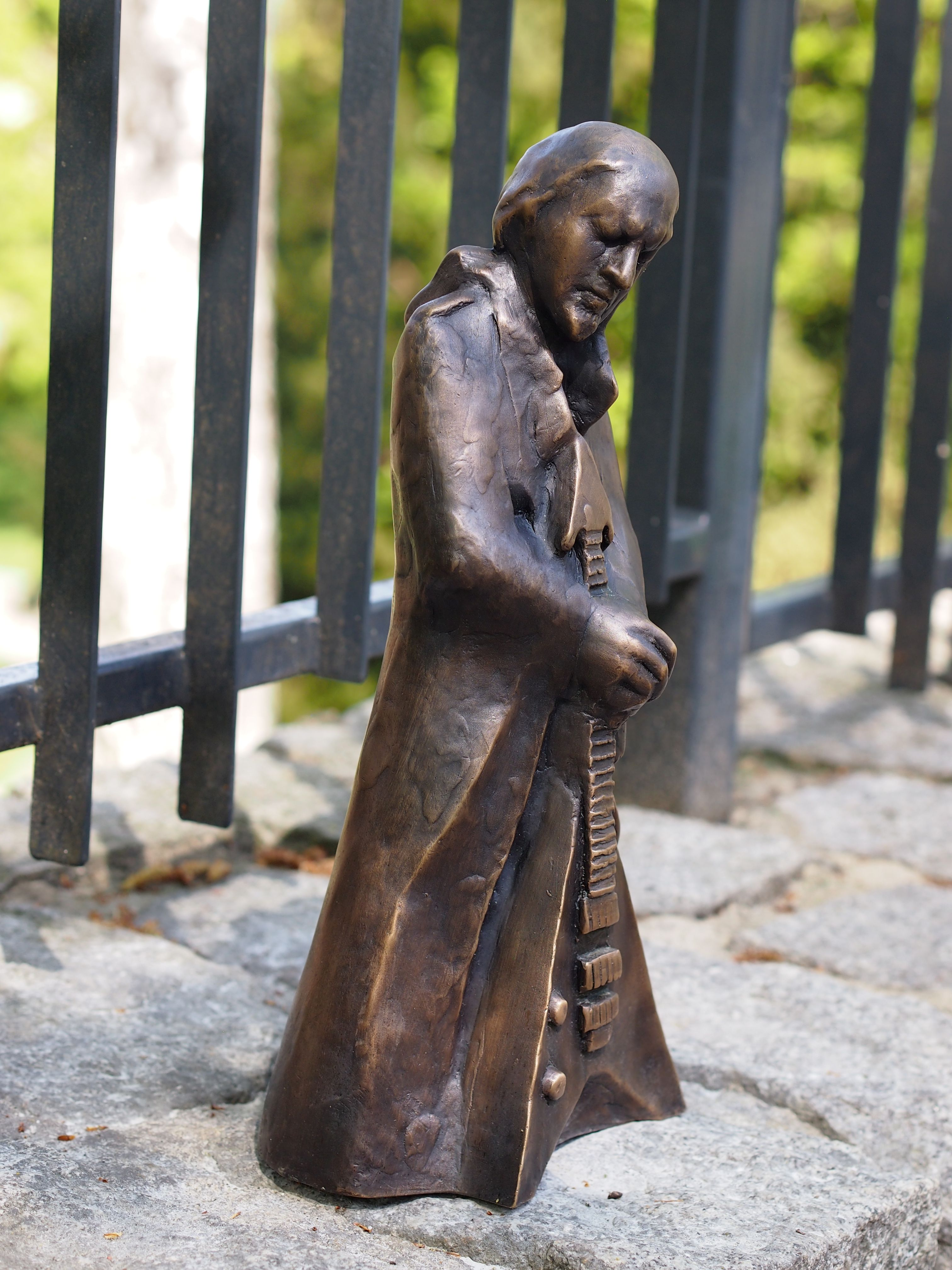
Perkun (Peter) - Rzeźba przy Targu Rybnym w Olsztynie (kwiecień 2025 rok)

Pierwszym instrumentem muzyka była gitara basowa Romeo II, a następnie BassTon. Natomiast pierwszą gitarą elektryczną był Defil Kosmos na której grał około pięć lat. Kolejną gitarą był Vivan, kopia modelu Flying V firmy Fernandes. Od co najmniej 1992 r. Peter używał gitary Thunder olsztyńskiej firmy Ran Guitars, która była kopią BC Rich Ironbird. W katalogu firmy Ran z 1996 r. Peter zaprezentował się jako jej endorser pozując na zdjęciu wraz z modelem Thunder. W 1997 r. firma wyprodukowała dla muzyka specjalną wersję gitary nazwaną Invader. Sześciostrunowa gitara, podobnie jak wcześniejszy Thunder, oparta była na przystawce gitarowej EMG 81 z systemem Floyd Rose Tremolo.
| Sprzęt podstawowy - Ran InVader, 6 string, black finish (EMG 81 Pickup) - Ran InVader, 6 string, black/red finish (EMG 81 Pickup) - Ran InVader, 6 string, red/black finish (EMG 81 Pickup) - Ran InVader, 6 string, dot finish with 666 mark (EMG 81 Pickup) - Ran InVader, 6 string, black finish (EMG X Pickup) - EVH 5150 III Amplifier - Laboga Mr.Hector Amplifier - Laboga 412 V30 Cabinets - Mesa Boogie dual rectifier Amplifier - Mesa Boogie footswitch - Morley Bad Horsie 2 - Line 6 Delay - Ibanez PUE 5 TUBE guitar multieffect - Samson Power Supply - Boss NS-1 - POD XT Live - Mipro ACT 707s - Struny Ernie Ball (.010"-.052") Sprzęt sesyjny - Marshall JCM 900 Amplifier (album The Ultimate Incantation) - Ashdown Fallen Angel Amplifier (album The Beast) - Warhead Randall Amplifier (album The Art of War) |  | Ran InVader (specyfikacja) - konstrukcja: gryf przez korpus - menzura: 25.5" - materiał korpusu: olcha - wykończenie: czarna satyna - materiał gryfu: 3-częściowy klon - materiał podstrunnicy: heban - ilość progów: 24 - rodzaj progów: Dunlop 6130 - siodełko: halter - kolor osprzętu: czarny - mostek: Schaller Floyd Rose tremolo - klucze: Schaller M6 - zaczepy paska: Schaller Security Locks - przetworniki: EMG 81 - potencjometry: 1 x głośność Specyfikacja gryfu - szerokość: siodełko/24; próg: 42 mm/56 mm - grubość: 1/12 próg: 19 mm/21 mm - radius podstrunnicy: 380 mm |

## Dyskografia
- Slashing Death – Live at Thrash Camp (1988, wydanie własne, gościnnie: śpiew)[22]
- Impurity – In Pain We Trust (1990, wydanie własne, gościnnie: gitara basowa)[44]
- Para Wino Band – Bandid Rockin (1993, Akar, gościnnie: śpiew)
- Proletaryat – Tour 1993 (1994, Tres, gościnnie: gitara)[45]
- Misya – Misya (1994, Loud Out Records, gościnnie: śpiew)[46]
- Sweet Noise – Getto (1996, Izabelin Studio, gościnnie: śpiew)
- Kingdom of the Lie – About the Rising Star (1993, Mad Lion, gościnnie: gitara solowa)[47]
- Decapitated – Winds of Creation (2000, Earache Records, produkcja muzyczna)[48]
- Exploratory Music From Poland Vol. 2 (2010, AudioTONG, Wire Magazine, gościnnie w utworze "Gaseous God")[49]
- Ceti – Shadow of the Angel (2003, Oskar, gościnnie: śpiew)[24]
- Crionics – N.O.I.R. (2010, MSR Productions, gościnnie: śpiew)[50]
- Mazurski cud (2011, Agencja Denethor, Samorząd Województwa Warmińsko-Mazurskiego, gitara)
- Crystal Viper – Crimen Excepta (2012, AFM Records, gościnnie: śpiew)[51]
- Sabaton – 40:1 (2013, Złoty Melon, gościnnie: śpiew)[52]
- Evil Machine – War in Heaven (2013, Arachnophobia Records, gościnnie: śpiew)[53]

## Filmografia

### Filmy
- Historia polskiego rocka: Teoria hałasu (2008, film dokumentalny, reżyseria: Leszek Gnoiński, Wojciech Słota)

### Telewizja
- Metronom (1986, TVP1, reportaż z festiwalu Metalmania)
- Headbangers Ball (1993, MTV, program muzyczny)
- Bunkier (2000, Atomic TV, relacja z festiwalu Metalmania 1999)
- VIP (2001, TV4, program rozrywkowy)
- 30 ton – lista, lista przebojów (2002, program muzyczno-informacyjny)[54]
- Kuba Wojewódzki (2002, Polsat, odcinek 41, talk-show)
- Kręcioła (2004, TVP2, program rozrywkowy)
- Happy Hour (2007, TV 4, relacja z trasy Blitzkrieg 4 Tour 2007)
- Pytanie na śniadanie (2007, TVP2, magazyn poranny)
- Dzień dobry TVN (2012, TVN, magazyn poranny)[55]

## Nagrody i wyróżnienia

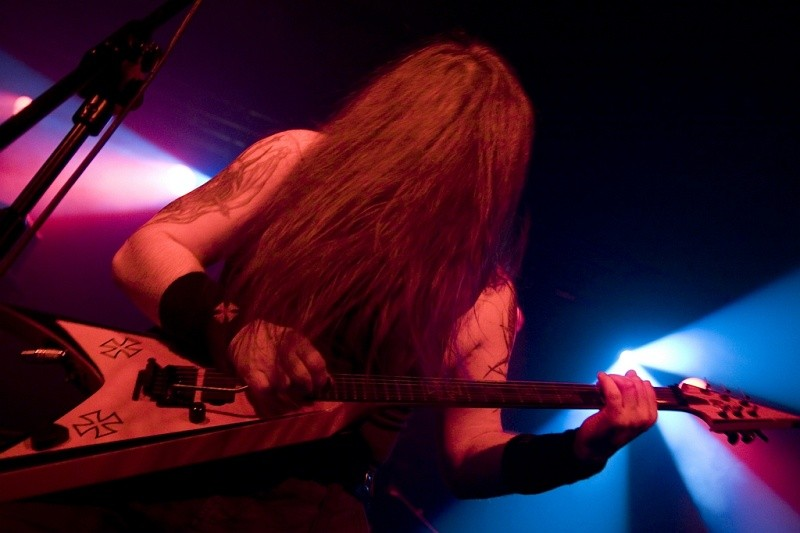
Piotr "Peter" Wiwczarek podczas koncertu w ramach Winterfest 2009, 22 stycznia 2009 roku

| 1997 | album roku metal (Vader – Black to the Blind)          | Nominacja |
| 2000 | album roku metal (Vader – Litany)                      | Nominacja |
| 2002 | album roku metal (Vader – Revelations)                 | Nominacja |
| 2004 | album roku rock/metal (Vader – The Beast)              | Nominacja |
| 2006 | album roku metal (Vader – Impressions in Blood)        | Nominacja |
| 2010 | album roku metal (Vader – Necropolis)                  | Nominacja |
| 2012 | album roku metal (Vader – Welcome to the Morbid Reich) | Laureat   |